# King Vidor
King Wallis Vidor (Galveston, 8 febbraio 1894 – Paso Robles, 1º novembre 1982) è stato un regista, sceneggiatore e produttore cinematografico statunitense.
Uno dei nomi più importanti del cinema hollywoodiano, la sua carriera, iniziata nei primi anni dieci, durò fino alla fine degli anni cinquanta. Saltuariamente, apparve in qualche film anche nelle vesti di attore.

## Biografia

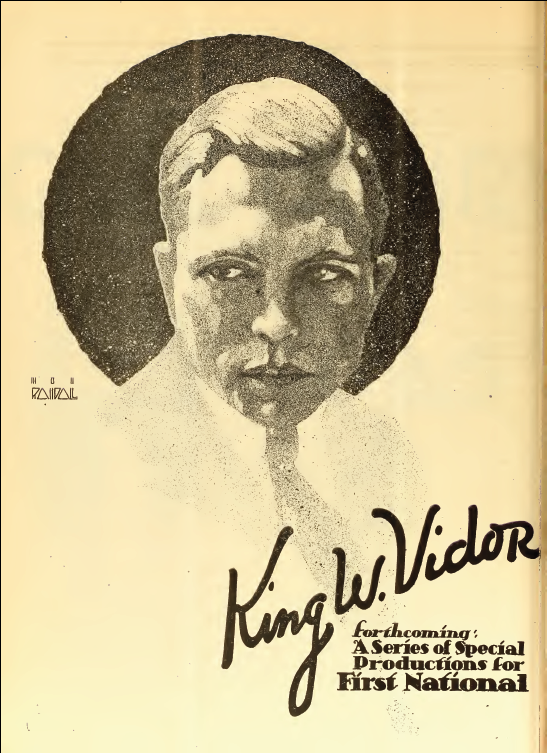
King Vidor su Film Daily nel 1919.

Vidor nacque in una famiglia benestante a Galveston, in Texas, figlio di Kate Wallis e Charles Shelton Vidor, un importatore di legname e proprietario di una fabbrica. Suo nonno paterno, Károly Vidor, fu un rifugiato della Rivoluzione ungherese del 1848, che adottò il nome americanizzato "Charles" quando si stabilì a Galveston nei primi anni del 1850 e combatté per la Confederazione durante la Guerra Civile Americana. La madre di Vidor, Kate Wallis, di origine scozzese-inglese, era una parente della seconda moglie del noto pioniere e politico Davy Crockett. Il "King" in King Vidor non è un soprannome, ma il suo nome di battesimo in onore del fratello preferito di sua madre, King Wallis.
Cameraman di cinegiornali e addetto alla proiezione dei film nei cinematografi, nel 1913 debuttò come regista del film In Tow, della lunghezza di due bobine. A Hollywood dal 1915, fece diversi lavori, prima di registrare il film The Turn of the Road nel 1919. La qualità del suo montaggio del film Peg del mio cuore (1922) gli fece ottenere un contratto dalla MGM. Nel 1925 realizzò il malinconico film di guerra La grande parata, la storia di un uomo (John Gilbert) che si avventura al fronte per tornare poi avvilito dalla sua amata.
Quel successo di critica (ma non di pubblico, almeno non all'epoca) fu bissato con La folla (1928), in cui mise in scena l'"uomo comune", alle prese con le gioie e i drammi quotidiani della vita. Il film, ritenuto un capolavoro, permise a Vidor di dimostrare un utilizzo innovativo della macchina da presa. Negli anni trenta alternò il dramma, Il campione (1931) e La cittadella (1938), il film d'impegno civile Nostro pane quotidiano (1934), e il western, Amore sublime (1937). Fu presidente della Screen Directors Guild dal 1936 al 1938.
Negli anni quaranta realizzò il western di successo Duello al sole (1946), un'epopea sul vecchio West. Nel 1959 abbandonò il cinema dopo aver diretto il kolossal Salomone e la regina di Saba. Nel 1956 diresse il kolossal Guerra e pace, che detiene ancora oggi il primato di film italiano più visto di sempre. Dopo esser stato nominato per cinque volte all'Oscar, nel 1979 ne ottenne uno alla carriera. Diresse nel 1980 il suo ultimo film, il documentario The Metaphor.

## Vita privata
Di fede politica repubblicana, Vidor aderì all'organizzazione anticomunista Motion Picture Alliance for the Preservation of American Ideals nel 1944. Era inoltre un cristiano scientista e scrisse di tanto in tanto per le pubblicazioni ecclesiastiche. Fu sposato per tre volte: con le attrici Florence Vidor e Eleanor Boardman e la sceneggiatrice Elizabeth Hill.

## Filmografia

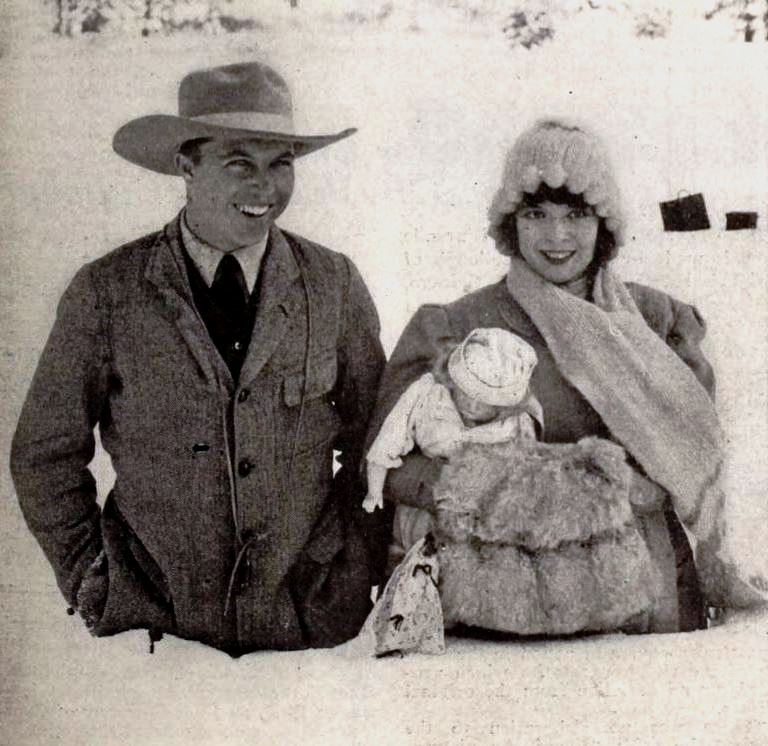
King Vidor e Colleen Moore nel 1921.

### Regista
- The Grand Military Parade (1913)
- Hurricane in Galveston (1913)
- Bud's Recruit (1918)
- The Chocolate of the Gang (1918)
- The Lost Lie (1918)
- Tad's Swimming Hole (1918)
- Marrying Off Dad (1918)
- The Accusing Toe
- The Rebellion
- Thief or Angel (1918)
- A Boy Built City
- The Preacher's Son (1918)
- I'm a Man
- Dog vs. Dog
- Love of Bob (1918)
- The Case of Bennie (1918)
- Kid Politics
- The Three Fives
- La svolta della strada (The Turn in the Road) (1919)
- Tempi migliori (Better Times) (1919)
- L'altra metà (The Other Half) (1919)
- Parenti poveri (Poor Relations) (1919)
- L'onore familiare (The Family Honor) (1920)
- L'uomo dal coltello a serramanico (The Jack Knife Man) (1920)
- The Sky Pilot (1921)
- L'amore non muore mai (Love Never Dies) (1921)
- La vera avventura (Real Adventure) (1922)
- Buio all'alba (Dusk to Dawn) (1922)
- Conquering the Woman (1922)
- Peg del mio cuore (Peg 'o My Heart) (1922)
- La donna di bronzo (The Woman of Bronze) (1923)
- Tre pazzi saggi (Three Wise Fools) (1923)
- Arance selvatiche (Wild Oranges) (1924)
- Felicità (Happyness) (1924)
- Il vino della giovinezza (Wine of Youth) (1924)
- La sua ora (His Hour) (1924)
- La moglie del centauro (The Wife of the Centaur) (1924)
- Orgoglio (Proud Flesh) (1925)
- La grande parata (The Big Parade) (1925)
- La Bohème (1926)
- Bardelys il magnifico (Bardelys the Magnificent) (1926)
- La folla (The Crowd) (1928)
- Fascino biondo (The Patsy) (1928)
- Maschere di celluloide (Show People) (1928)
- Alleluja! (Hallelujah!) (1929)
- Gabbia di matti (Not So Dumb) (1930)
- Billy the Kid (1930)
- Scena di strada (Street Scene) (1931)
- Il campione (The Champ) (1931)
- Luana, la vergine sacra (Bird of Paradise) (1932)
- Infedele (Cynara) (1932)
- Il ritorno della straniera (The Stranger's Return) (1933)
- Nostro pane quotidiano (Our Daily Bread) (1934)
- Notte di nozze (The Wedding Night) (1935)
- La rosa del sud (So Red the Rose) (1935)
- I cavalieri del Texas (The Texas Rangers) (1936)
- Amore sublime (Stella Dallas) (1937)
- La cittadella (The Citadel) (1938)
- Il mago di Oz (The Wizard of Oz) - non accreditato (1939)
- Passaggio a Nord-Ovest (Northwest Passage) (1940)
- Corrispondente X (Comrade X) (1940)
- Il molto onorevole Mr. Pulham (H.M. Pulham, Esq.) (1941)
- L'uomo venuto da lontano (An American Romance) (1944)
- Duello al sole (Duel in the Sun) (1946)
- La strada della felicità (A Miracle Can Happen) (1948)
- La fonte meravigliosa (The Fountainhead) (1949)
- Peccato (Beyond the Forest) (1949)
- L'odio colpisce due volte (Lightning Strikes Twice) (1951)
- Japanese War Bride (1952)
- Ruby, fiore selvaggio (Ruby Gentry) (1952)
- L'uomo senza paura (Man Without a Star) (1955)
- Guerra e pace (War and Peace) (1956)
- Salomone e la regina di Saba (Solomon and Sheba) (1959)
- The Metaphor (1980)

### Televisione
- Light's Diamond Jubilee tv, regia di Alan Handley e Christian Nyby (1954)
- Episodio#1.24 (serie tv MGM Parade) (1955)
- The Wizard of Oz (episodio tv di Ford Star Jubilee), regia di Victor Fleming (1956)

### Sceneggiatore
- When It Rains, It Pours!, regia di William Wolbert - storia (1916)
- What'll We Do with Uncle?, regia di William Beaudine - storia, sceneggiatura (1917)
- A Bad Little Good Man, regia di William Beaudine - storia (1917)
- The Fifth Boy, regia di Raymond Wells - scenario (1917)
- Bud's Recruit, regia di King Vidor - scenario (1918)
- Eddie, Get the Mop, regia di William Beaudine - storia (1918)
- There Goes the Bride, regia di Roy Clements - storia (1918)
- The Pursuing Package, regia di Alfred Santell - storia (1918)
- La svolta della strada (The Turn in the Road), regia di King Vidor - storia, sceneggiatura (1919)
- Tempi migliori (Better Times), regia di King Vidor - storia, sceneggiatura (1919)
- L'altra metà (The Other Half), regia di King Vidor - storia (1919)
- Parenti poveri (Poor Relations), regia di King Vidor - storia, sceneggiatura (1919)
- L'amore non muore mai (Love Never Dies), regia di King Vidor - adattamento (1921)
- Tre pazzi saggi (Three Wise Fools), regia di King Vidor - sceneggiatore (1923)
- Arance selvatiche (Wild Oranges), regia di King Vidor - adattamento (1924)
- La sua ora (His Hour), regia di King Vidor - titoli (1924)
- La grande parata (The Big Parade), regia di King Vidor (1925)
- La folla (The Crowd), regia di King Vidor - storia, sceneggiatura (non accreditato) (1928)
- Alleluja! (Hallelujah!), regia di King Vidor - storia (1929)
- Cortigiana (Susan Lenox (Her Fall and Rise)), regia di Robert Z. Leonard (1931)
- Nostro pane quotidiano (Our Daily Bread), regia di King Vidor - storia (1934)
- I cavalieri del Texas (The Texas Rangers), regia di King Vidor - storia (1936)
- Passaggio a Nord-Ovest (Northwest Passage), regia di King Vidor - collaboratore alla sceneggiatura (1940)
- Il molto onorevole Mr. Pulham (H.M. Pulham, Esq.), regia di King Vidor - sceneggiatura (1941)
- L'uomo venuto da lontano (An American Romance), regia di King Vidor - storia (1944)
- I cavalieri dell'onore (Streets of Laredo), regia di Leslie Fenton - sceneggiatura (1949)
- Episodio#1.24 (serie tv MGM Parade) (1955)
- Guerra e pace (War and Peace), regia di King Vidor - sceneggiatura (1956)

### Produttore
- L'onore familiare (The Family Honor), regia di King Vidor (1920)
- L'uomo dal coltello a serramanico (The Jack Knife Man), regia di King Vidor (1920)
- L'amore non muore mai (Love Never Dies), regia di King Vidor (1921)
- La vera avventura (Real Adventure), regia di King Vidor (1922)
- Buio all'alba (Dusk to Dawn), regia di King Vidor (1922)
- Conquering the Woman, regia di King Vidor (1922)
- Alice Adams, regia di Rowland V. Lee (1923)
- Il vino della giovinezza (Wine of Youth), regia di King Vidor (1924)
- La grande parata (The Big Parade), regia di King Vidor (1925)
- Fascino biondo (The Patsy), regia di King Vidor (1928)
- Maschere di celluloide (Show People), regia di King Vidor (1928)
- Alleluja! (Hallelujah!), regia di King Vidor (1929)
- Gabbia di matti (Not So Dumb), regia di King Vidor (1930)
- Billy the Kid, regia di King Vidor (1930)
- Il campione (The Champ), regia di King Vidor (1931)
- Luana la vergine sacra (Bird of Paradise), regia di King Vidor (1932)
- Nostro pane quotidiano (Our Daily Bread), regia di King Vidor (1934)
- I cavalieri del Texas (The Texas Rangers), regia di King Vidor (1936)
- Corrispondente X (Comrade X), regia di King Vidor (1940)
- Il molto onorevole Mr. Pulham (H.M. Pulham, Esq.), regia di King Vidor (1941)
- L'uomo venuto da lontano (An American Romance), regia di King Vidor (1944)
- Ruby, fiore selvaggio (Ruby Gentry), regia di King Vidor (1952)
- The Metaphor, regia di King Vidor (1980)

### Attore
- The Intrigue, regia di Frank Lloyd (1916)
- Faith, regia di James Kirkwood (1916)
- Per amore e per denaro (Love & Money), regia di James Toback (1982)